# ‘Iddan
‘Iddan (hebreiska: עדן) är en ort i Israel.   Den ligger i distriktet Södra distriktet, i den sydöstra delen av landet. Antalet invånare är 150.
Terrängen runt ‘Iddan är platt. Runt ‘Iddan är det ganska glesbefolkat, med 34 invånare per kvadratkilometer. Närmaste större samhälle är ‘En Yahav, 17,5 km söder om ‘Iddan. Trakten runt ‘Iddan är ofruktbar med lite eller ingen växtlighet.